# (9449) Petrbondy
(9449) Petrbondy est un astéroïde de la ceinture principale.

## Description
(9449) Petrbondy est un astéroïde de la ceinture principale. Il fut découvert le 4 novembre 1997 à l'observatoire d'Ondřejov par Lenka Šarounová. Il présente une orbite caractérisée par un demi-grand axe de 2,99 UA, une excentricité de 0,06 et une inclinaison de 8,9° par rapport à l'écliptique.

## Compléments